# Барг, Михаил Абрамович
Михаи́л Абра́мович Барг (1 мая 1915, Сатанов, Проскуровский уезд, Подольская губерния — 21 мая 1991, Москва) — советский историк, англовед и методолог. Доктор исторических наук (1958), профессор (1960). Член Королевского исторического общества Великобритании (1991).

## Биография
Михаил Абрамович Барг родился в семье адвоката Абрама Моисеевича и учительницы Розы Натановны Баргов. Закончив семь классов, в 1930 году поступил в автодорожный техникум в городе Каменец-Подольском. В 1932—1934 годах учился в Каменец-Подольском институте социального воспитания.
В 1934—1936 годах учился в Киевском педагогическом институте. После окончания института был призван в РККА. Прошёл обучение в годичной школе курсантов танкового полка в Житомире. В 1937 году демобилизован из армии и направлен на работу в сельскую школу Хмельницкой области, где работал сначала завучем, а потом директором школы.
В 1939 году поступил на четвёртый курс исторического факультета Харьковского университета. В 1941 году окончил университет и поступил в аспирантуру по всеобщей истории.
В 1942 году — заведующий отделом агитации и пропаганды горкома партии, сначала в Харькове, а после эвакуации в Фергане, затем преподавал в Военном институте иностранных языков в Москве. В 1943—1951 годах — старший редактор в Учпедгизе, одновременно, в 1943—1947 годах, учился в аспирантуре Института истории АН СССР у академика Е. А. Косминского.
В 1956—1968 годах — доцент, а затем профессор МГПИ им. В. И. Ленина. В 1968—1991 годах работал в Институте всеобщей истории АН СССР (Москва), возглавлял Группу по сравнительной истории цивилизаций.
Похоронен на Востряковском кладбище.

## Научная деятельность
Высоко оценивал марксистскую методологию.
Участвовал в симпозиумах и международных конференциях по истории и историографии (Будапешт, 1986; Берлин, 1988; Мадрид; Стокгольм, 1990), 9-м Международном конгрессе по экономической истории (Берн, 1986); был научным руководителем I Международной конференции по сравнительной истории цивилизации (1990).
Автор более 200 научных публикаций.

## Отзывы современников
Историк К.В. Хвостова оставила такие воспоминания: «У М.Б. Барга был необычайно широкий творческий диапазон исследовательской деятельности. Аграрные отношения средневековой Англии, рассматриваемые с точки зрения анализа динамики землевладения и положения крестьян; Англия XVII в., история эпох и идей до Нового времени, а также теоретические проблемы исторических исследований. Можно сказать, что интерес к проблемам теории,  философии и методологии истории присутствует во всех работах М.А.Барга... В частности, в своих работах по аграрной истории Англии он предвосхитил некоторые выводы современной теории истории, относящиеся к применению количественных методов в средневековой социально-экономической истории».

## Научные труды

### Монографии
- Английская революция середины XVII в. : (К 350-летию) : Реф. сб / Отв. ред. М. А. Барг, А. Л. Ястребицкая. — М.: ИНИОН, 1991. — 184 с. — (Серия «Проблемы методологии истории»). — 1000 экз.
- Барг М. А. Великая английская революция в портретах её деятелей. — М.: Мысль, 1991. — 399 с. — 80 000 экз. — ISBN 5-244-00418-2.
- Барг М. А. Исследование по истории английского феодализма в XI—XIII вв. — М.: Изд-во АН СССР, 1962. — 379 с. — 1500 экз.
- Барг М. А. Исследование по истории английского феодализма в XI—XIII вв. : автореф. дис. … д-ра ист. наук. — М., 1957. — 29 с. — 100 экз.
- Барг М. А. Категории и методы исторической науки. — М.: Наука, 1984. — 342 с. — 3100 экз.
- Барг М. А. Кромвель и его время. — М.: Учпедгиз, 1950. — 272 с. — 50 000 экз.
  - . — 2-е изд. — М.: Учпедгиз, 1960. — 243 с. — 10 000 экз.
- Барг М. А. Народные низы в английской революции XVII в.: Движение и идеология истинных левеллеров. — М.: Наука, 1967. — 351 с. — 1200 экз.
- Барг М. А. От Макиавелли до Юма: Становление историзма. — М.: Б. и., 1998. — 306 с.
- Барг М. А. Понятие всемирно-исторического как познавательный принцип марксистской исторической науки. — М., 1973. — 35 с. — 120 экз.
- Барг М. А. Проблемы социальной истории в освещении современной западной медиевистики. — М.: Наука, 1973. — 230 с. — 2450 экз.
- Барг М. А. Шекспир и история. — М.: Наука, 1976. — 199 с. — (Серия «Из истории мировой культуры»). — 69 000 экз.
  - . — 2-е изд., испр. и доп. — М.: Наука, 1979. — 215 с. — 125 000 экз.
- Барг М. А. Эпохи и идеи : Становление историзма. — М.: Мысль, 1987. — 348 с. — 32 000 экз.
- Барг М. А., Черняк Е. Б. Великие социальные революции XVII—XVIII веков: В структуре переходной эпохи от феодализма к капитализму. — М.: Наука, 1990. — 254 с. — 2900 экз. — ISBN 5-02-008946-X.
- История Европы с древнейших времен до наших дней : в 8 т. — М.: Наука, 1994. — Т. 4 : Европа нового времени (XVII—XVIII века) / Барг М. А., Малов В. Н., Ковальская М. И. и др.; Отв ред.: М. А. Барг. — 508 с. — 25 000 экз. — ISBN 5-02-009794-2.
- История крестьянства в Европе : Эпоха феодализма : в 3 т. — М.: Наука, 1986. — Т. 2 : Крестьянство Европы в период развитого феодализма / Барг М. А., Авдеева К. Д., Котельникова Л. А. и др.; Отв ред.: М. А. Барг. — 693 с. — 15 600 экз.
- Лавровский В. М., Барг М. А. Английская буржуазная революция : Некоторые проблемы англ. буржуазной революции 40-х годов XVII в. — М.: Соцэкгиз, 1958. — 366 с. — 10 000 экз.

### Статьи
- М. А. Барг. Историзм Фрэнсиса Бэкона // Фрэнсис Бэкон. История правления короля Генриха VII / М. А. Барг. — Научное издание АН СССР. — М.: «Наука», 1990. — С. 200-249. — 325 с. — («Памятники исторической мысли»). — 25,000 экз. — ISBN 5-02-008973-7.
- Уинстэнли Джерард / Барг М. А. // Ульяновск — Франкфорт. — М. : Советская энциклопедия, 1977. — (Большая советская энциклопедия : [в 30 т.] / гл. ред.  А. М. Прохоров ; 1969—1978, т. 27).
- К вопросу о начале разложения феодализма в Западной Европе // Вопросы истории. — 1963. — № 13. — С. 72—87.
- Социальная утопия Уинстенли // История социалистических учений. — М.: Наука, 1962. — С. 58—88.